# شهر هرت
شهر هرت (به انگلیسی: Shahr-e Hart) اصطلاحی طنزآمیز و انتقادی در زبان فارسی است که به وضعیتی اشاره دارد که در آن بی‌نظمی، هرج‌ومرج، و بی‌قانونی حاکم است. این اصطلاح معمولاً برای توصیف جوامعی به‌کار می‌رود که ساختار مدیریتی ناکارآمد و قوانین نادیده گرفته می‌شوند.

## ریشه‌شناسی
ریشهٔ دقیق اصطلاح «شهر هرت» به‌درستی مشخص نیست. اما طبق برخی پژوهش‌ها، واژهٔ «هرت» در زبان محاوره‌ای فارسی به معنای «آشفته» یا «رها شده» به‌کار می‌رود.

## کاربرد در فرهنگ عامه
اصطلاح «شهر هرت» در فرهنگ عامهٔ ایران جایگاه ویژه‌ای دارد و به‌عنوان نمادی از یک جامعهٔ بی‌برنامه و ناهماهنگ شناخته می‌شود. این عبارت به‌ویژه در طنزهای اجتماعی و کمدی‌های ایرانی کاربرد دارد و به وضعیت‌هایی اشاره می‌کند که قوانین نادیده گرفته می‌شوند یا تصمیم‌گیری‌ها غیرمنطقی به نظر می‌رسند.
برای نمونه، در برنامه‌های طنز تلویزیونی و محتوای فضای مجازی، زمانی که شخصیت‌ها با بی‌نظمی یا مدیریت ضعیف روبه‌رو می‌شوند، اغلب از این عبارت استفاده می‌کنند.

## نقد اجتماعی و سیاسی
«شهر هرت» علاوه بر کاربرد طنزآمیز، به‌عنوان یک اصطلاح انتقادی در نقدهای اجتماعی و سیاسی نیز به‌کار می‌رود. این عبارت نارضایتی عمومی از ناکارآمدی سیستم‌های مدیریتی و بی‌توجهی به قانون را به شکلی موجز و گویا بیان می‌کند. برخی جامعه‌شناسان این اصطلاح را بازتاب‌دهندهٔ نوعی بی‌اعتمادی عمومی به ساختارهای رسمی می‌دانند.

## معادل در زبان‌های دیگر
معادل دقیق «شهر هرت» در زبان‌های دیگر وجود ندارد، اما عبارات مشابهی در فرهنگ‌های مختلف دیده می‌شود. به‌عنوان مثال، در زبان انگلیسی، اصطلاح a banana republic (جمهوری موزی) یا lawless town (شهر بی‌قانون) از نظر مفهومی نزدیک است، هرچند بار معنایی متفاوتی دارد.